# Jim Creighton
Jim Creighton (nacido el 18 de abril de 1950 en Billings, Montana) es un exjugador de baloncesto estadounidense que disputó una temporada en la NBA. Con 2,03 metros de estatura, jugaba en la posición de alero.

## Trayectoria deportiva

### Universidad
Jugó durante tres temporadas con los Buffaloes de la Universidad de Colorado, en las que promedió 13,2 puntos y 8,4 rebotes por partido.

### Profesional
Fue elegido en la cuadragésima posición del Draft de la NBA de 1972 por Seattle SuperSonics, y también por los Dallas Chaparrals en el Draft de la ABA, fichando por estos últimos, aunque no llegó a jugar ni un minuto.
No fue hasta 1975 cuando fichó como agente libre por Atlanta Hawks, donde jugó 32 partidos, promediando 1,0 puntos y 1,8 rebotes.

## Estadísticas de su carrera en la NBA

### Temporada regular
| Temporada | Edad | Equipo        | Liga | P  | TIT | MIN | TC  | TCA | %TC  | 3P | 3PA | %3P | TL  | TLA | %TL  | R.OF. | R.DEF. | REB | ASIS | ROB | TAP | PER | FP  | PTS |
| 1975-76   | 25   | Atlanta Hawks | NBA  | 32 |     | 5.4 | 0.4 | 1.3 | .279 |    |     |     | 0.2 | 0.5 | .438 | 0.4   | 1.0    | 1.4 | 0.1  | 0.1 | 0.3 |     | 0.7 | 1.0 |
| Total     |      |               | NBA  | 32 |     | 5.4 | 0.4 | 1.3 | .279 |    |     |     | 0.2 | 0.5 | .438 | 0.4   | 1.0    | 1.4 | 0.1  | 0.1 | 0.3 |     | 0.7 | 1.0 |